# Bradla

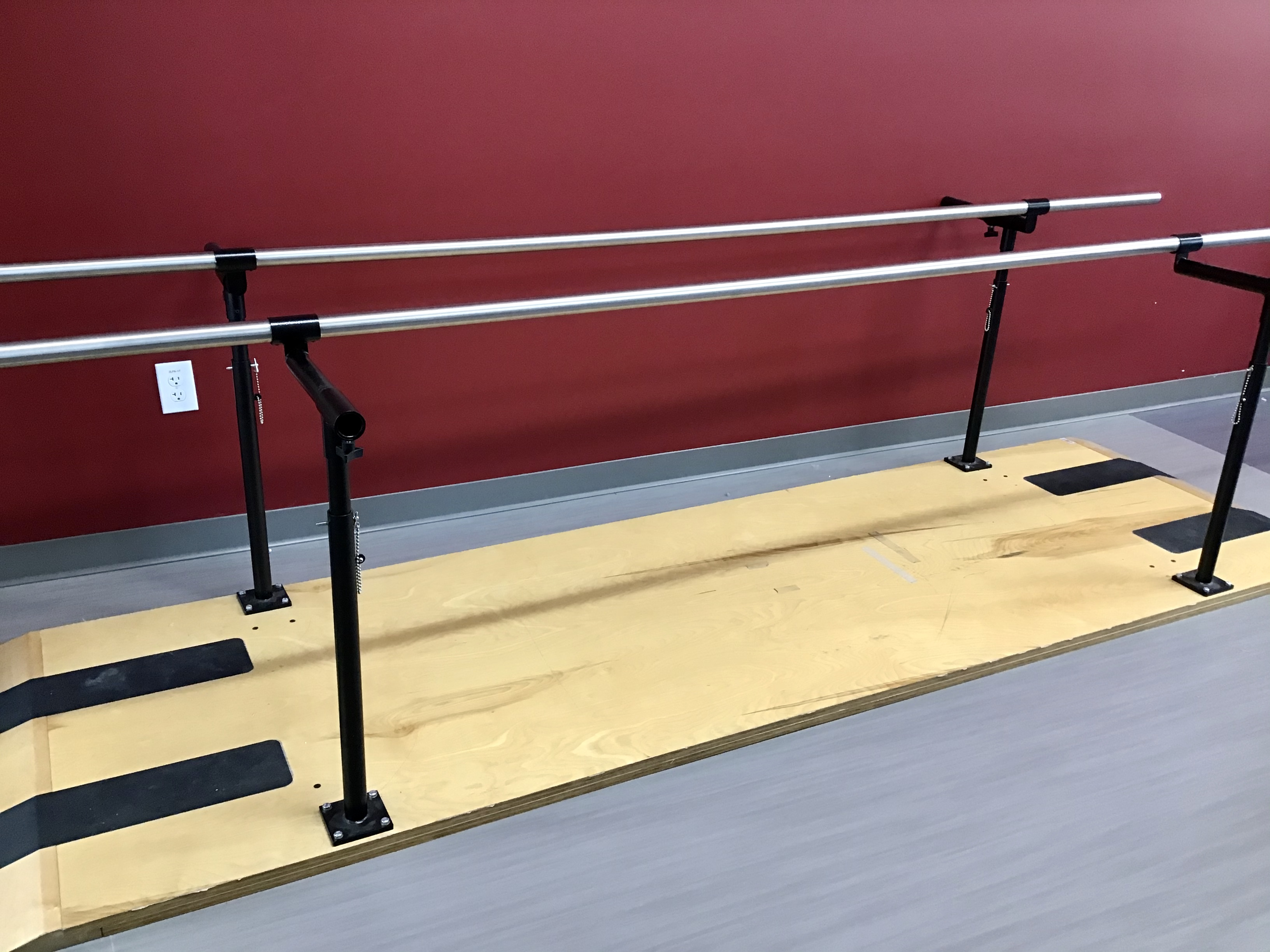
Bradla

Bradla jsou tělocvičné nebo rehabilitační nářadí, které tvoří dvě souběžné, zpravidla výškově a šířkově nastavitelné tyče.

## Historie
Paralelní bradla (německy Barren) vynalezl Friedrich Ludwig Jahn v Berlíně v roce 1810. V roce 1819 popsal španělský Amoros první přenosná bradla, která sestrojil Švýcar Phokion Heinrich Clias (1782–1854).  V roce 1856 Německu Hermann Otto Kluge použil trubky, aby byly paralelní tyče a horizontální tyč nastavitelné. Používal je ve své tělocvičně. V Tolstého knize Anna Karenina, vydané v letech 1873–1877, je popsáno jejich použití ke cvičení. V roce 1875 bylo toto nářadí používáno Klementinou Hanušovou. Tato žena využívala bradla ve svých hodinách tělocviku žen. Nářadí bylo ovšem shodné s bradly mužů o stejné výšce žerdí, akorát se ženám jedna žerď vysouvala výše. V roce 1953 byla vyvinuta bradla s lankovým upínáním na horní žerdi. V roce 1965 Reuther vyrobil dvojitou hrazdu s výbornou stabilitou. U toho nářadí se dala nastavit i šířka žerdí.

## Popis
Bradla jsou jedním ze šesti gymnastických nářadí, která jsou schválena Mezinárodní gymnastickou federací. Jedná se o dvě rovnoběžné pružné tyče (žerdě) vejcovitého profilu délky 350 centimetrů. Tyče jsou pružně spojeny se stabilními a pevnými podpěrami, které umožňují plynulou změnu vzdálenosti tyčí v rozsahu 42–52 centimetrů. Tyče musí být vyrobeny ze dřeva; jádro tyčí může být i z jiného materiálu.